# Mike Ilitch
Michael Ilitch dit Mike Ilitch, né le 20 juillet 1929 à Bitola en Macédoine (alors en royaume de Yougoslavie) et mort le 10 février 2017 à Détroit (Michigan, États-Unis), est un homme d'affaires, un entrepreneur américain et le propriétaire des Red Wings de Détroit de la Ligue nationale de hockey et des Tigers de Détroit de la Ligue majeure de baseball.

## Service militaire et carrière sportive
Après sa graduation de l'école secondaire Cooley High de Détroit, Mike Ilitch sert durant 4 ans dans les U.S. Marines. Ensuite mis sous contrat par les Tigers de Détroit, Ilitch joue au baseball mineur comme joueur de deuxième but de 1952 à 1955, jusqu'à ce qu'une blessure au genou mette fin à sa carrière. Il évolue pour des clubs affiliés aux Tigers, aux Yankees de New York et aux Senators de Washington.

## Homme d'affaires
Ilitch fonde avec son épouse Marian Bayoff Little Caesars Pizza en 1959. La compagnie fondée avec 10 000 dollars en 1959 générait en 2016 des revenus annuels de 3,3 milliards de dollars.

## Franchises sportives

### Red Wings de Détroit
En 1982, il achète la franchise, sportivement en difficulté, des Red Wings de Détroit de la Ligue nationale de hockey, à Bruce Norris pour 8 millions de dollars. Il réussit à en faire une formation redoutable, régulièrement favorite pour glaner la coupe Stanley. Avec l'aide de Jim Devellano, les Red Wings remportent, 15 ans après le rachat, deux championnats successifs (1997 et 1998), un troisième titre en 2002 et un quatrième en 2008. Avant la grève des joueurs en 2004-2005, le magazine Forbes a placé les Wings comme la cinquième équipe la plus stable et financièrement solide, malgré un déficit d'exploitation de 16 millions de dollars[réf. nécessaire].

### Tigers de Détroit
En 1992, Mike Ilitch achète les Tigers de Détroit de la Ligue majeure de baseball. 
À partir de 2006, Ilitch a progressivement augmenté la masse salariale des Tigers : cette nouvelle politique est illustré par l'acquisition en 2012 du joueur de premier but Prince Fielder, un agent libre qui signe avec Détroit ce qui est alors le 4e plus gros contrat de l'histoire du baseball (214 millions de dollars sur 9 ans). Les Tigers accordent aussi de lucratifs contrats à long terme à leurs vedettes Miguel Cabrera et Justin Verlander, ce dernier devenant en mars 2013 le lanceur alors le mieux payé de l'histoire du baseball majeur. Les Tigers atteignent la finale du baseball majeur pour la première fois en 22 ans mais perdent la Série mondiale 2006 contre les Cardinals de Saint-Louis, puis alignent quatre titres consécutifs de la division Centrale de la Ligue américaine de 2011 à 2014, atteignant la Série mondiale 2012 qu'ils perdent cependant contre San Francisco. 
Ilitch, qui a plus de 80 ans, ne cache plus qu'il veut absolument voir les Tigers remporter un titre qui leur échappe depuis 1984. L'échange des vedettes David Price et Yoenis Céspedes au cœur d'une rare mauvaise saison pour les Tigers en 2015, est perçu comme l'une des raisons qui mènent au congédiement du directeur général Dave Dombrowski, pourtant l'architecte des récents succès de la franchise,,. Le 30 novembre 2015, lors de la conférence de presse où la nouvelle acquisition au coût de 110 millions des Tigers, Jordan Zimmermann, est présenté au public, Ilitch, 86 ans, déclare qu'il n'est « pas préoccupé par l'argent » et que son unique objectif est d'investir ce qu'il faut pour remporter une Série mondiale. Il poursuit ce but jusqu'à la fin mais meurt en février 2017, sans que les Tigers n'aient pu ajouter de nouveau titre.

## Famille
Marian et Mike Ilitch ont sept enfants, dont Christopher Ilitch (né en juin 1965), président des possessions d'Ilitch, inc.